# ハニーランド 永遠の谷
ハニーランド 永遠の谷（ハニーランド えいえんのたに、原題：Medena zemja）は2019年に公開された北マケドニアのドキュメンタリー映画。監督は、タマラ・コテフスカとリュボミル・ステファノフ。
本作は、人里離れた山間の村ベキリヤに住む孤独な野生ミツバチの養蜂家ハティツェ・ムラトヴァの生活を描き、ある家族がやって来る前後の彼女のライフスタイルの変化を追う。
第92回アカデミー賞で国際長編映画賞と長編ドキュメンタリー映画賞の2部門にノミネートされ、史上初めて両部門にノミネートされた作品となった。

## あらすじ
北マケドニアの小さな村で暮らす、ヨーロッパで最後の自然養蜂家ハティツェ。
「半分はハチに、半分は自分に」という考えのもと、自然と共存する彼女の生活を追う。

## 企画・開発
『Lake of Apples』に続いて、タマラ・コテフスカとリュボミル・ステファノフらの2度目のタッグとなるドキュメンタリー作品となる。
当初、北マケドニア中央部のロゾヴォにあるブレガルニツァ川とその周辺地域に焦点を当てた、政府出資による短編ドキュメンタリーとして企画されていた。このプロジェクトは、スイス開発協力庁が行う北マケドニアの天然資源保護プログラムの一環でもあった。資金は、サンフランシスコ国際映画祭のドキュメンタリー基金から授与された25,000ドルの助成金と、北マケドニア映画庁から授与された300万マケドニア・デナールから賄われた。
当初、監督らはブレガルニツァ周辺に住む村人たちの輪作農法や、10年ごとに自然に変わる川の流れに応じた村人たちの生活を追う予定だった。しかしロケ地に到着し、撮影クルーはハティツェを紹介され、彼女の生活に焦点を当てた作品を撮ることに決めた。彼女は当初、ドキュメンタリーへの参加に消極的だったが、持続可能な生活のメッセージを世界に発信するために作品への参加に同意した。

## 製作

### 撮影
撮影は2015年から3年以上かけて行われ、400時間を超える素材から凝縮された。ベキリヤは人里離れているため、制作クルーは3～4日間滞在し、物資の調達や撮影機材の充電のために近隣の町に通うという生活を繰り返していた。また、ハティツェの家の前やテント、ハンモックで寝泊まりした。制作には、監督2人、撮影監督2人、編集、音響技師の6人のスタッフが参加した。彼らは3年間、作中に出てくる家族を訪ね歩いた。撮影監督の1人フェルミ・ダウトによれば、村に電気がなかったため、望ましい画質を得るために日光やろうそく、ガス灯、暖炉に頼ったという。2人の監督はそれぞれ着眼点を別々にしており、コテフスカは人間関係の描写、ステファノフは環境面にそれぞれ焦点を当てた。
作品は、彼女と母親の関係に焦点を当てるつもりで、遊牧民の一家がやって来るまでは衝突が起きることは予定していなかった。ハティツェと遊牧民一家は、最初はカメラを向けられるのを嫌がっていたが、撮影が進むにつれて慣れていった。コテフスカ監督によれば、本作のシーンのほとんどに偽りはないという。唯一、サムたちが村に到着するシーンだけは、撮り逃してしまったため、再現しなければならなかった。
本作では、フライ・オン・ザ・ウォールの手法が取られ、ボイスオーバーは一切行わず、被写体はカメラを見ないことで、自然な状態を撮ることにこだわった。コテフスカによると、視覚のみで物語を追っても理解できるようにしたかったという。これらの撮影技法には、ダイレクト・シネマやシネマ・ヴェリテの要素が含まれている。

### 音楽
音楽は、レバノンのベイルートにある制作会社DBスタジオのラナ・エイドの音楽監修のもと、マケドニアのバンド、フォルティンが作曲・演奏した。

### その後
本作の撮影後、監督らはハティツェのために兄家族の近くに家を購入したが、彼女は今でも同じ場所で養蜂をして暮らしている。

## テーマ
作中では、地球温暖化や蜂群崩壊症候群に代表される生物多様性の喪失、天然資源の乱用などの環境問題が取り上げられている。撮影では、主にビジュアル面に焦点を当て、ハティツェを通して人類と生態系のバランスを、また彼女の隣人を通して消費主義と資源の枯渇を描こうとした。
また批評家は、人類学的なテーマも探求している作品だとみなしている。撮影監督のサミル・リュマと監督のコテフスカは、ハティツェと寝たきりの母との親子関係を、女王蜂と働き蜂の関係に似ていると表現した。

## 公開
本作は、2019年1月28日に2019年サンダンス映画祭でワールドプレミア上映され、同年7月26日にネオン配給でアメリカの劇場で公開された。日本では、オンリー・ハーツ配給で2020年6月26日に公開された。

## 評価

### 批評家の反応
レビュー集積サイトRotten Tomatoesでは、135件のレビューがあり支持率100%、平均評価は8.4/10となっている。批評家の総意は「本作は人里離れた村での生活を利用して、地球の裏側の視聴者にまでも響くような、目を見張るような体験を提供している」となっている。
Metacriticsでは、27件のレビューがあり、加重平均値は85/100となっている。

### 受賞・ノミネート
| 賞                           | カテゴリ                                                                              | 受賞者                                                             | 結果       | 備考                                                                                              |
| ---------------------------- | ------------------------------------------------------------------------------------- | ------------------------------------------------------------------ | ---------- | ------------------------------------------------------------------------------------------------- |
| アカデミー賞                 | 国際長編映画賞                                                                        | タマラ・コテフスカ リュボミル・ステファノフ                        | ノミネート | ※国際長編映画賞（旧：外国語映画賞）と長編ドキュメンタリー作品賞に同時にノミネートされるのは史上初 |
| アカデミー賞                 | 長編ドキュメンタリー作品賞                                                            | タマラ・コテフスカ リュボミル・ステファノフ アタナス・ゲオルギエフ | ノミネート | ※国際長編映画賞（旧：外国語映画賞）と長編ドキュメンタリー作品賞に同時にノミネートされるのは史上初 |
| サテライト賞                 | ドキュメンタリー映画賞                                                                | 『ハニーランド 永遠の谷』                                          | ノミネート |                                                                                                   |
| サンダンス映画祭             | ワールド・シネマ・ドキュメンタリー部門 - 審査員大賞                                   | 『ハニーランド 永遠の谷』                                          | 受賞       |                                                                                                   |
| サンダンス映画祭             | ワールド・シネマ・ドキュメンタリー部門 - 撮影賞                                       | 『ハニーランド 永遠の谷』                                          | 受賞       |                                                                                                   |
| サンダンス映画祭             | ワールド・シネマ・ドキュメンタリー部門 - 審査員特別賞（インパクト・アンド・チェンジ） | 『ハニーランド 永遠の谷』                                          | 受賞       |                                                                                                   |
| パームスプリングス国際映画祭 | 外国語映画部門 - FIPRESCI賞                                                           | 『ハニーランド 永遠の谷』                                          | ノミネート | [ 26 ]                                                                                            |